# Diego Tristán
Diego Tristán Herrera (La Algaba, Španjolska, 5. siječnja 1976.) je španjolski umirovljeni nogometaš.
Dok je bio na svojem vrhuncu karijere (kao član Deportivo La Coruñe), Tristana se smatralo jednim od najboljih napadača u Europi. Za to su zaslužne njegove brojne vještine po kojima je bio karakterističan: dribling, precizni udarci, zračni dueli za loptu te pokreti koje je radio na terenu s loptom.

## Klupska karijera
Tristan je kao junior nastupao za B momčadi Betis Seville i RCD Mallorce. Za RCD Mallorcu zaigrao je i na najvišoj razini, odnosno kao senior. Svoj debi u I. španjolskoj ligi imao je protiv CD Numancije 12. rujna 1999. Svoju debitantsku sezonu završio je s 18 postignutih pogodaka.
Ti rezultati omogućili su mu transfer u galicijski klub Deportivo La Coruña već sljedeće sezone. Početni problemi u klubu javili su se jer je momčad igrala u sustavu 4–5–1, ne dajući mogućnost Tristanu da on bude napadač. Ta pozicija bila je osigurana Nizozemcu Royu Makaayu. Zbog toga je Tristan zaprijetio odlaskom iz kluba.
No već sljedeće sezone pod vodstvom trenera Javiera Irurete, Tristan započinje igrati u udarnom sastavu. Tristan to iskorištava na najbolji mogući način - postigao je 21 pogodak u prvenstvu. Tome je još pridodao još 6 pogodaka u Ligi prvaka i 5 pogodaka u španjolskom Kupu. Dakle, ukupno je postigao impresivnih 32 pogotka. To je uključivalo i hat-trick protiv bivšeg kluba RCD Mallorce u domaćoj 5:0 pobjedi. 
Također. Tristan 2002. osvaja Zlatnu kopačku španjolskog prvenstva te nastupa za Španjolsku na Svjetskom prvenstvu u Južnoj Koreji i Japanu.
Nakon toga, sljedeće sezone, Tristan je ozljedio gležanj u reprezentativnoj utakmici. Makaay preuzima Tristanovo mjesto u momčadi i osvaja Zlatnu kopačku španjolskog prvenstva 2003. Iako Tristan nije mogao prihvatiti sporednu ulogu u momčadi, postigao je 19 pogodaka.
Čak i odlaskom Roya Makaaya iz Deportiva u Bayern München u lipnju 2003., Tristan se nikada nije vratio u prijašnju formu. Tokom sezone 2003./04. postigao je svega 13 golova u odnosu na to koliko je utakmica odigrao (8 u prvenstvu, dva u kupu i tri u Ligi prvaka). Na utakmici Lige prvaka protiv AS Monaca (poraz Deportiva od 8:3), Triustan je postigao pogodak koji je Eurosport uvrstio u izbor za "Gol godine".
Za Deportivo La Coruñu Tristan je u šest godina i 177 odigranih utakmica postigao 87 pogodaka. U srpnju 2006. napušta klub zbog optužbi da ne živi kao profesionalni sportaš, dakle da ne čini ništa da bi došao natrag do svoje najbolje razine na kojoj je bio.
Nakon što ga se povezivalo s nekoliko klubova u Španjolskoj i inozemstvu (uključujući i Bolton Wanderers), Tristan se nakon šest godina vraća u RCD Mallorcu. No, zbog loše forme i nedostatka golova iz Mallorce je otpušten 31. siječnja 2007.

## Karijera izvan Španjolske
Sljedeće sezone odlazi u Italiju gdje u srpnju 2007. potpisuje za Livorno, člana Serie A. Livorno ga je doveo jer je klub tražio zamjenu za Cristiana Lucarellija koji je potpisao za Šahtar Donjeck. Kao i u Mallorci, tako i u Italiji, Tristan nije uspio impresionirati momčad iz Toskane. Postigao je svega jedan pogodak te je momčad nakon kraja prvenstva ispala u Serie B.
30. rujna 2008. potvrđena je vijest da Diego Tristan dolazi u West Ham United ali na probni rok. 14. listopada Tristan potpisuje ugovor s momčadi iz Londona. Za momčad je debitirao 8. prosinca 2008. kao zamjena u 83. minuti u domaćem 2:0 porazu od Tottenham Hotspura. 20 dana od svojeg debija u Premierligi, Tristan postiže svoj prvi pogodak u domaćoj 2:1 pobjedi protiv Stoke Cityja. Na toj utakmici također je ušao u igru kao rezerva.

## Povratak u Španjolsku
24. srpnja 2009. pridružuje se španjolskom drugoligašu Cádiz CF, nakon što je iz West Hama otpušten nakon kraja sezone. Na taj način vratio se u rodnu Andaluziju nakon 14 godina.

## Reprezentativna karijera
Diego Tristan je zahvaljujući sjajnim igrama u dresu Deportivo La Coruñe osigurao nastupe u dresu španjolske reprezentacije 2. lipnja 2001. u kvalifikacijskoj utakmici za SP 2002. u Oviedu protiv Bosne i Hercegovine, Tristan postiže pogodak za domaću 4:1 pobjedu. Ujedno, to je bio i njegov debi za nacionalnu vrstu.
Sljedećeg ljeta pozvan je u španjolsku reprezentaciju za Svjetsko prvenstvo 2002. te je dobio čast da nosi dres s brojem 10. Na tome prvenstvu Tristan se ozljedio te nije uspio postići pogodak.
Posljednji pogodak za nacionalnu vrstu Tristan postiže 6. rujna 2003. u gostujućoj 3:0 pobjedi protiv Portugala.

## Postignuti zgodici za Španjolsku
| # | Datum      | Stadion, grad i zemlja                           | Protivnik | Rezultat | Konačnica | Natjecanje                  |
| - | ---------- | ------------------------------------------------ | --------- | -------- | --------- | --------------------------- |
| 1 | 2 Jun 2001 | Estadio Carlos Tartiere, Oviedo, Španjolska      | BiH       | 4–1      | Pobjeda   | 2002 World Cup qualifying   |
| 2 | 1 Sep 2001 | Estadio Mestalla, Valencia, Španjolska           | Austrija  | 4–0      | Pobjeda   | kvalifikacije za SP 2002.   |
| 3 | 2 Apr 2003 | Nuevo António Amilivia, León Španjolska          | Armenija  | 3–0      | Pobjeda   | kvalifikacije za EURO 2004. |
| 4 | 6 Sep 2003 | Estádio D. Afonso Henriques, Guimaraes, Portugal | Portugal  | 3–0      | Pobjeda   | prijateljska utakmica       |